# Rockinger

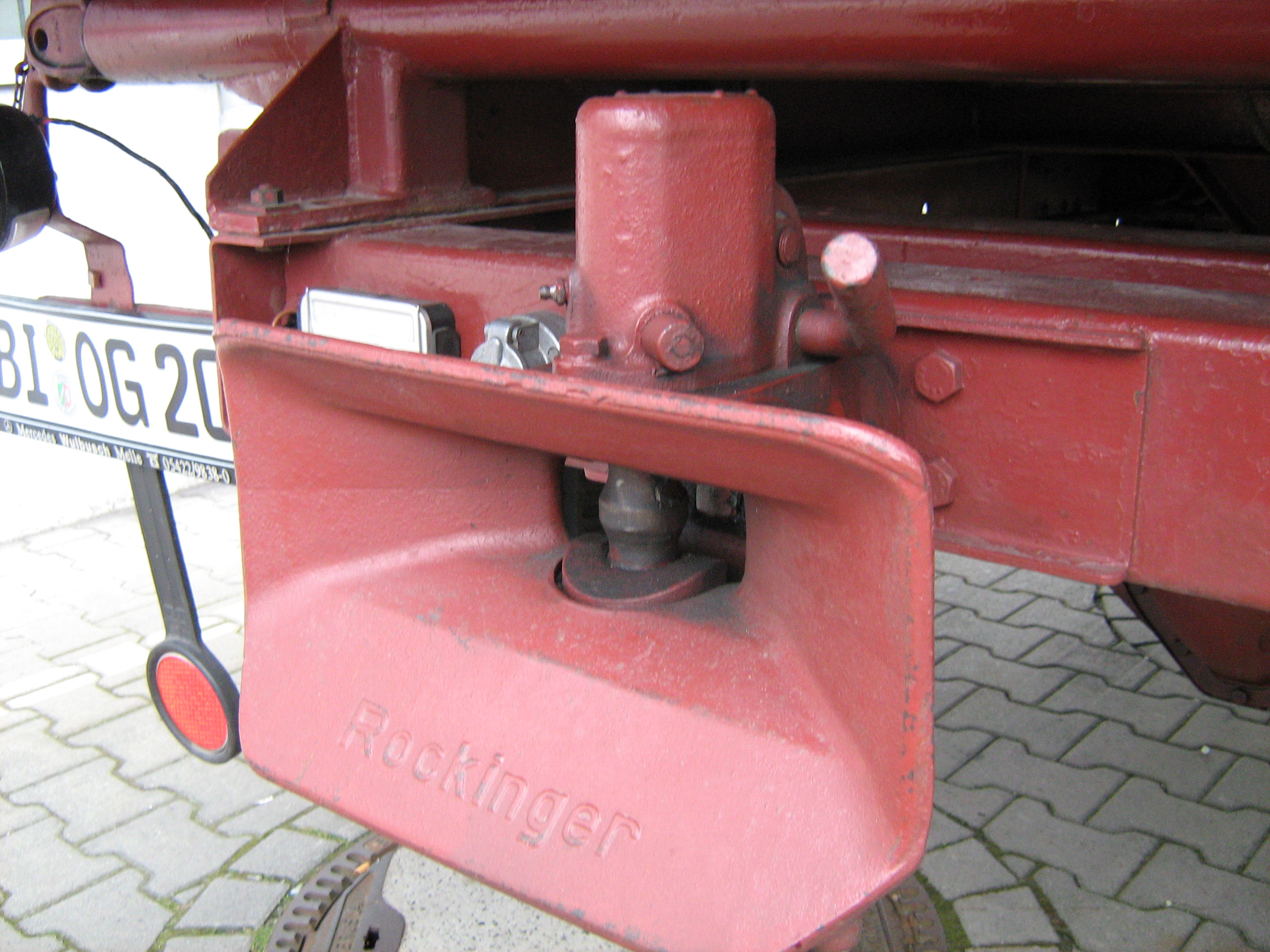
Anhängerkupplung 1960er/1970er Jahre

Rockinger wurde im Jahre 1875 durch den Schmiedemeister Johann Rockinger gegründet und wurde ab 1927 weltweit durch Anhängerkupplungen bekannt.

## Unternehmensgeschichte
Die damalige Schmiede von Johann Rockinger hatte vor allem im aufstrebenden Wagenbau Tätigkeiten wahrgenommen. Sie entwickelte im Jahr 1927 mit der „Sicherheitskupplung für Lastwagenzüge“ die erste vollautomatische Anhängerkupplung. Seitdem entwickelte Rockinger die Technik der Anhängerkupplungen im Nutzfahrzeugbereich maßgeblich weiter.
1973 wurde die Fertigung von Anhängerkupplungen für Land- und Forstwirtschaftsfahrzeuge aufgenommen. 1985 zog ROCKINGER in den Norden von München. Nach der Wende hat das Unternehmen Rockinger Anhängerkupplungen GmbH im Jahr 1991 einen der damals führenden RGW-Anhängerkupplungs-Hersteller in Wechmar zu 100 % übernommen. Die Niederlassung in Wechmar wurde 2013 geschlossen.
Im Jahr 2001 wurde Rockinger München und Wechmar von der JOST Holding GmbH übernommen. Die Jost Werke GmbH baut Sattel- und Anhängerkupplungen, Stützwinden sowie Zwangslenkungssysteme. Im Jahr 2007 hatte der Produzent mit seinen 2000 Beschäftigten in 15 Ländern einen Umsatz von 445 Mio. Euro.
Der Sitz der Rockinger Agriculture GmbH ist heute (Stand 2014) in Waltershausen, nicht weit von Wechmar entfernt.